# Vahlkampfiidae
Vahlkampfiidae là một họ thuộc lớp Heterolobosea.
Nó bao gồm các chi như sau:
- Monopylocystis
- Naegleria
- Neovahlkampfia
- Paravahlkampfia
- Psalteriomonas
- Sawyeria
- Tetramitus
- Vahlkampfia
- Willaertia